# المؤسسة التونسية للأنشطة البترولية
شركة البحث عن النفط واستغلاله بالبلاد التونسية هي شركة عمومية تونسية خفية الاسم تأسست السيريبت في 29 ديسمبر1931 بباريس وكانت تسمى نقابة الدراسات والأبحاث البترولية بالبلاد التوسية واختصارها سيريت من قبل:
- حكومة الحماية
- الديوان الوطني للمحروقات السائلة
- الشركة الفرنسية للبترول

في 18 فيفري 1949 أصبحت النقابة شركة خفية الاسم وصار اسمها شركة البحث عن النفط واستغلاله بالبلاد التونسية. يعمل في الشركة 380 موظفا ويبلغ رأس مالها 7.217.320 دينار تونسي وينقسم مناصفة بين المؤسسة التونسية للأنشطة البترولية وشركة OMV (تونس).
تعمل الشركة في حقل عشتروت في خليج قابس وحقل الدولاب – صمامة – تمصميدة.

## الأنشطة

### الإستكشاف[2]
- تطوير القطاع المنجمي في البلاد التونسية وذلك بجلب الشركات الأجنبية للإستثمار في الأنشطة الاستكشافية.
- الإشراف على التراث الوطني للنفط وذلك باستعمال تقنيات متطورة منها قاعدة بيانات بترولية، ومنظومة معلوماتية لمعالجة البيانات

### الإنتاج
- إستغلال حقول بترول وغاز في إمتيازات مساهمة فيها المؤسسة التونسية للإنشطة البترولية.
- تطوير الحقول
- الترويج لتطوير الحقول الصغرى تحسين إنتاج البترول والغاز.

### التسويق
- تزويد السوق المحلية بالغاز الطبيعي والمواد البترولية تصدير النفط الخام"حصة المؤسسة وحصة الدولة"
- خدمات الإستكشاف والإنتاج
- توفر المؤسسة التونسية للأنشطة البترولية لشركائها من الشركات البترولية عديد الخدمات في ميدان الإستكشاف والإنتاج (المخابر، دراسات جيولوجية وجيوفيزيائية، المعالجة السيسمية....) وذلك باستعمال تكنولجيات حديثة وكفاءات ذوى خبرة.

### الموارد البشرية
- تكوين إطارات في مختلف فروع الصناعة البترولية قطاع المحروقات
- تساهم المؤسسة التونسية لأنشطة البترولية في رأس مال 24 مؤسسة بحصص مختلفة

## الشركات التابعة
- الشركة التونسية لصناعات التكرير
- الشركة الوطنية لتوزيع البترول

## وصلة خارجية
- موقع الشركة